# Lake County (Minnesota)
Das Lake County ist ein County im US-amerikanischen Bundesstaat Minnesota. Im Jahr 2020 hatte das County 10.905 Einwohner und eine Bevölkerungsdichte von 2 Einwohnern pro Quadratkilometer. Der Sitz der Countyverwaltung (County Seat) befindet sich in Two Harbors.

## Geografie
Das County liegt fast im äußersten Nordosten von Minnesota, grenzt im Norden an Kanada und im Süden an den Oberen See, einen der fünf Großen Seen Nordamerikas. Im Südosten wird das County durch eine Seegrenze von Wisconsin getrennt. Das County hat eine Fläche von 7746 Quadratkilometern und grenzt an folgende Nachbarcountys und -distrikte:
|                  | Rainy River District (Ontario, Kanada)                     |                             |
| St. Louis County |                                                            | Cook County                 |
|                  | Bayfield County (Wisconsin)1, Bayfield County (Wisconsin)1 | Ashland County (Wisconsin)1 |

1 - Seegrenze

## Geschichte
Das Lake County wurde am 20. Februar 1855 aus Teilen des Itasca County gebildet. Benannt wurde es nach dem Lake Superior (dt.: Oberer See), an den das County im Süden angrenzt.
Ein Ort im Lake County hat den Status einer National Historic Landmark, der Leuchtturm Split Rock Light Station. 20 Bauwerke und Stätten des Countys sind insgesamt im National Register of Historic Places eingetragen (Stand 29. Januar 2018).

## Demografische Daten

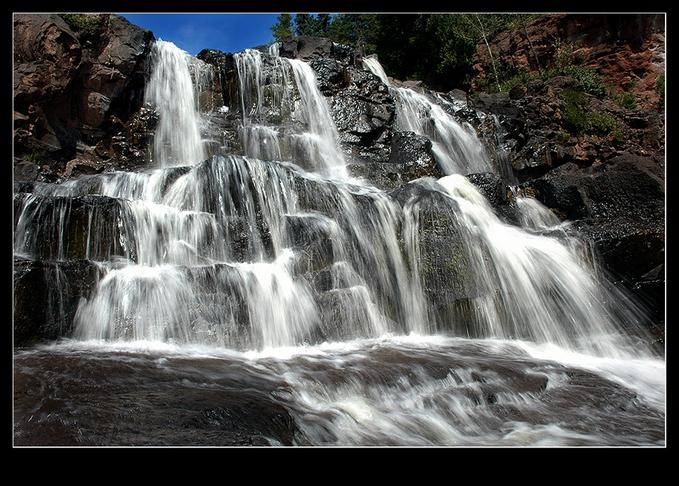
Gooseberry Falls State Park

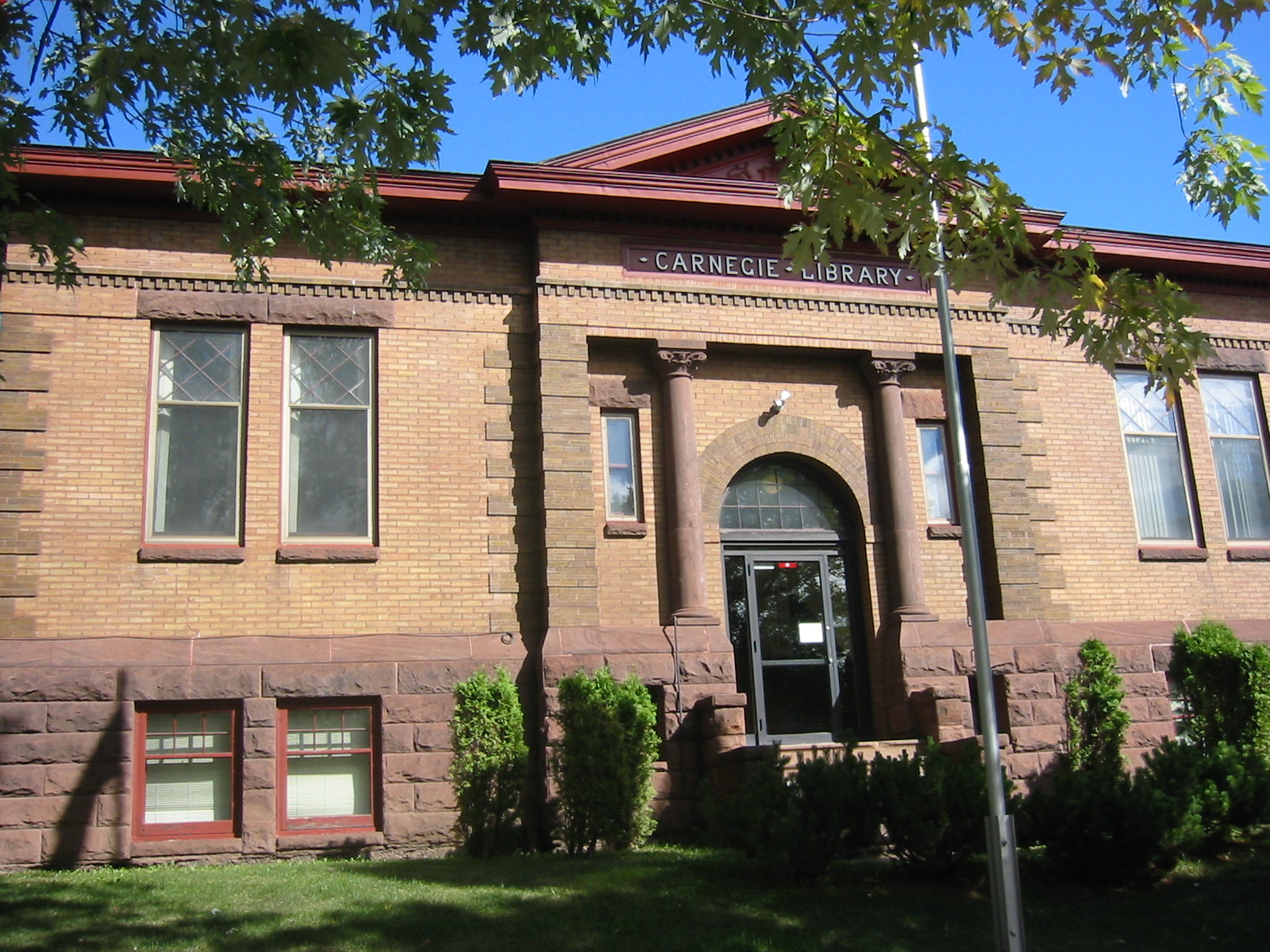
Two Harbors Carnegie Library, gelistet im NRHP

Nach der Volkszählung im Jahr 2010 lebten im Lake County 10.866 Menschen in 5180 Haushalten. Die Bevölkerungsdichte betrug 2 Einwohner pro Quadratkilometer. In den 5180 Haushalten lebten statistisch je 2,02 Personen.
Ethnisch betrachtet setzte sich die Bevölkerung zusammen aus 97,7 Prozent Weißen, 0,2 Prozent Afroamerikanern, 0,5 Prozent amerikanischen Ureinwohnern, 0,3 Prozent Asiaten sowie aus anderen ethnischen Gruppen; 1,2 Prozent stammten von zwei oder mehr Ethnien ab. Unabhängig von der ethnischen Zugehörigkeit waren 0,7 Prozent der Bevölkerung spanischer oder lateinamerikanischer Abstammung.
18,8 Prozent der Bevölkerung waren unter 18 Jahre alt, 58,4 Prozent waren zwischen 18 und 64 und 22,8 Prozent waren 65 Jahre oder älter. 49,6 Prozent der Bevölkerung war weiblich.

Das jährliche Durchschnittseinkommen eines Haushalts lag bei 47.450 USD. Das Pro-Kopf-Einkommen betrug 26.675 USD. 11,2 Prozent der Einwohner lebten unterhalb der Armutsgrenze.

## Ortschaften im Lake County
Citys
- Beaver Bay
- Silver Bay
- Two Harbors

Census-designated place (CDP)
- Finland

Andere Unincorporated Communities
| - Castle Danger - Cramer - East Beaver Bay - Highland - Illgen City - Isabella | - Knife River - Larsmont - Lax Lake - Little Marais - McNair - Murphy City | - Sawbill Landing - Section Thirty - Silver Creek - Stewart - Toimi - Wales |

## Gliederung
Das Lake County ist neben den drei Citys in fünf Townships und zwei Unorganized Territories (UT) gegliedert:
| Township bzw. UT      | Einwohner (2010) | FIPS     |
| --------------------- | ---------------- | -------- |
| Beaver Bay Township   | 473              | 27-04474 |
| Crystal Bay Township  | 472              | 27-14194 |
| Fall Lake Township    | 549              | 27-20456 |
| Lake No. 1 UT         | 154              | 27-34770 |
| Lake No. 2 UT         | 2094             | 27-34773 |
| Silver Creek Township | 1138             | 27-60304 |
| Stony River Township  | 173              | 27-62995 |